# The Scarlet Tulip EP
The Scarlet Tulip EP è un extended play del 2011 della cantautrice britannica KT Tunstall.
Le canzoni sono state tutte scritte da KT Tunstall.
L'EP è attualmente in vendita nel suo store online.

## Tracce
1. The Punk
2. Skinny Lou
3. Hidden Heart
4. Scarlet Tulip
5. Patience
6. Alchemy
7. Shanty of the Whale